# فلك (جنس)
فُلْك أو أمُّ الخُلول جنس محارٍ في المياه المالحة في فصيلة بنات الخلول. هذه المحار مأكولةٌ صغيرة القَدِّ، شكلها شبه بيضويّ تكثر في البحر المتوسط.